# ديلانو لادان
ديلانو لادان (بالهولندية: Delano Ladan)‏ (9 فبراير 2000 بلايدردورب في هولندا - ) هو لاعب كرة قدم هولندي في مركز الهجوم. لعب مع توب أوس.

## روابط خارجية
- ديلانو لادان على موقع قاعدة بيانات كرة القدم.إي يو (الإنجليزية)
- ديلانو لادان على موقع Soccerway.com (الإنجليزية)
- ديلانو لادان على موقع عالم كرة القدم.نت (الإنجليزية)